# Riera de Sallent
La Riera de Sallent és un corrent fluvial que es forma en confluir la Rasa del Puit amb la Rasa del Torrent. Tot el seu curs fa de frontera entre els termes municipals de Pinell de Solsonès (a la banda de ponent) i de Biosca (a la banda llevant).
Neix al nord del Mas d'en Forn. De direcció predominant cap a les 8 del rellotge, desguassa a la Riera de Sanaüja al sud del nucli de Sallent.

## Xarxa hidrogràfica
La seva xarxa hidrogràfica està constituïda per 94 cursos fluvials la longitud total dels quals suma 88.891 m.

### Afluents destacables
- La Rasa del Puit
- La Rasa del Torrent
- El Barranc del Lluc
- La Rasa de Coll-de-frares
- El Barranc de Valldecom

### Distribució municipal
El conjunt de la xarxa hidrogràfica transcorre pels següents termes municipals:
| Municipi           | Cursos o trams | Longitud que hi transcorre |
| ------------------ | -------------- | -------------------------- |
| Pinell de Solsonès | 78             | 74.244 m.                  |
| Biosca             | 19             | 18.951 m.                  |